# Astragalus algarbiensis
Astragalus algarbiensis är en ärtväxtart som beskrevs av Aleksandr Andrejevitj Bunge. Astragalus algarbiensis ingår i släktet vedlar, och familjen ärtväxter. Inga underarter finns listade i Catalogue of Life.